# Simon Fraser (chevalier)
Pour les articles homonymes, voir Simon Fraser.
Simon Fraser d'Oliver et de Neidpath est un chevalier écossais qui a participé à la Première guerre d’indépendance de l'Écosse, ce qui conduisit à son exécution en 1306 sur ordre du roi d'Angleterre Édouard Ier.

## Biographie
Simon Fraser d'Oliver Blinn' Castel hérite des terres situées autour de Peebles à la mort de son père Simon en 1291 et de la fonction familiale de sheriff de Tweeddale et demeure loyal au roi d'Angleterre jusqu'en 1296 
Toutefois, il sert le roi d'Écosse Jean Balliol lorsqu'Édouard Ier envahit l'Écosse en 1296. Fait prisonnier à la bataille de Dunbar, il est emprisonné en Angleterre. Il est libéré en 1297 et accompagne Édouard lors de son expédition en Flandres. Ses terres lui sont restaurées le 27 mars 1299. En 1300, il assiège le château de Caerlaverock pour le compte d'Édouard.
Il rallie cependant les Écossais hostiles aux Anglais en 1301. Il est ainsi l'artisan de la victoire écossaise aux côtés de John III Comyn lors de la bataille de Roslin en 1303 . Il refuse de se soumettre à Édouard lorsque Comyn abandonne la lutte en janvier 1304 . Il combat ensuite avec William Wallace lors de la bataille de Happrew la même année puis se cache.
Après l'avènement de Robert Bruce le 25 mars 1306, Fraser poursuit la lutte contre Édouard mais est défait lors de la bataille de Methven le 19 juin. Capturé peu après près de Stirling, il est transféré à Londres où Édouard le condamne à être exécuté par hanged, drawn and quartered le 7 septembre 1306 
Fraser laisse deux filles.